# Parc communal de Cointe
Le parc communal de Cointe est un parc public liégeois situé dans le quartier administratif de Cointe en Belgique.
Le parc est divisé en 3 zones ; la plaine de sports et des jeux, le parc paysager entre la plaine et le boulevard Kleyer et l'espace boisé en contrebas de ce boulevard.

## Historique
Le parc est créé en tant que prolongement strictement public du parc privé au cours des années 1980. Tout comme pour le parc de la Boverie, l'Exposition universelle de 1905 a joué un rôle accélérateur en vue de leur réalisation. Le plan d'expropriation adopté par le Conseil Communal en 1894 concernait 181 000 m2 mais au fil des années la ville continue à acquérir des terrains.